# ديفيد باركس
ديفيد باركس (بالإنجليزية: David Parkes)‏ (1950 بدبلن في جمهورية أيرلندا - ) هو مغني ولاعب كرة قدم أيرلندي في مركز الدفاع. لعب مع باتريك أتلتيك ودرودا يونايتد ونادي بوهيميان ونادي شامروك روفرز وووترفورد يونايتد ودوري أيرلندا الحادي عشر ‏.

## وصلات خارجية
- ديفيد باركس على موقع قاعدة بيانات كرة القدم.إي يو (الإنجليزية)